# Emilio de Grey
Emilio de Grey (Buenos Aires, Argentina; 17 de junio de 1917-Ibídem; 24 de junio de 1991) fue un actor, animador, pintor y cantante argentino de la época dorada cinematográfica.

## Carrera
De gran estatura, esbelto y grandes rasgos masculino fue el  "partenaire" por excelencia de grandes estrellas de la época como Paquita Vehil, Mecha Ortiz y Paulina Singerman. También se destacó como cantante de tango debido a su aguda voz.
En cine uno de sus roles más destacados fue en la película de Manuel Romero de 1943, El fabricante de estrellas donde encarna el personaje de Ricardo un joven futbolista que es contratado por Pepe Arias para triunfar en el mundo del tango como cantor nacional.
Trabajó con actores como Pepe Arias, Fernando Lamas, Elena Lucena, Severo Fernández, Juan José Porta, Juan Carlos Altavista, Ricardo Bauleo, Nelly Beltrán, Beba Bidart, Dorita Burgos, Juan Carlos Calabró, Silvia del Río, Guido Gorgatti, Darío Vittori, entre muchos otros.
Trabajó en Radio Del Pueblo donde cantó junto con otros cantores como Alberto Cosentino, Roberto Maidana, Charlo y Jorge Lanza
En 1951 condujo un programa televisivo donde las estrellas se confesaban.
En teatro trabajó en la obra  Intermezzo en el Circo en 1943, estrenada en el Teatro Politeama. Compartiendo cartel con Diana Montes, Susy Del Carril, María Esther Duckse, Pablo Palitos, Totón Podestá, Narciso Ibáñez Menta, Roberto García Ramos, Roberto García Ramos, Chela de los Ríos, Cayetano Biondo y Alberto Arocena.
En los años 1980 se lo vio en el rubro de pintor con obras como Café La Perla (1981) dedicado a Alfredo Bertani y Marina, entre otras.
Murió a la edad de 75 años víctima de una larga enfermedad el 24 de junio de 1991, le sobrevive su esposa mucho más joven que él llamada Norma, con quien tuvo a Fernando, fotógrafo y cineasta, codirigió el film documental "Braschi TV Color" en 2020.

### Filmografía
- 1943: La calle Corrientes
- 1943: El fabricante de estrellas como Ricardo Moltobene
- 1944: Hay que casar a Paulina
- 1948: La Rubia Mireya como Carlos
- 1950: Escuela de campeones
- 1960: Luna Park  como Ferrari
- 1968: Mannequín... alta tensión  como Max
- 1968: Villa Cariño está que arde[4]